# 兄弟磨坊大街站
兄弟磨坊大街站（德語：U-Bahnhof Brudermühlstraße）是慕尼黑地铁3号线位于慕尼黑森德灵的一座车站。